# Nationaal Stadion van Peking
Het Nationale Stadion van Peking of het Vogelnest (Chinees: 国家体育场/國家體育場, guójiā tǐyùchǎng) is een stadion in Peking.
Het was het hoofdstadion voor de Olympische Zomerspelen van 2008, waar ook de openings- en sluitingsceremonies werden gehouden. Het gebouw is ontworpen door het architectenbureau Herzog & de Meuron. Tijdens de Olympische Zomerspelen konden er 91.000 mensen in het stadion, na de spelen ongeveer 80.000. Het stadion is 330 meter lang, 220 meter breed en 69,2 meter hoog. De bouw van het complex heeft 3,5 miljard yuan (ongeveer € 335 miljoen) gekost. In augustus 2015 werden er de Wereldkampioenschappen atletiek 2015 gehouden. In 2017 werd hier de finale van het League of Legends wereldkampioenschap gehouden. Ook de openings- en sluitingsceremonies van de Olympische Winterspelen van 2022 werden in dit stadion gehouden.
Het Vogelnest is mede ontworpen door kunstenaar Ai Weiwei.
Olympisch Sportcentrum van Peking · Arbeidersstadion · Olympisch Stadion (Qinhuangdao) · Olympisch Stadion (Shenyang) · Olympisch Stadion (Tianjin) · Nationaal Stadion van Peking · Shanghaistadion
- Virtual International Authority File: 316597577